# مونييكو
بلدية مونييكو (بالإسبانية: Muñico) هي بلدية تقع في مقاطعة آبلة التابعة لمنطقة قشتالة وليون وسط إسبانيا.

## الديموغرافيا
بلغ عدد سكان بلدية مونييكو 121 نسمة عام 2011 (وفقاً للمعهد الوطني للإحصاء الإسباني).
| 156 | 150 | 139 | 129 | 124 | 127 | 121 |